# اسپرسی کرک‌ابریشمی
اسپرسی کرک‌ابریشمی (نام علمی: Hedysarum sericeum) نام یک گونه از سرده اسپرسی است.